# Велзебур, Михелле
Михелле Велзебур (нидерл. Michelle Velzeboer; род. 9 марта 2003 года в Кулемборге, Нидерланды) — нидерландская шорт-трекистка, 2-кратная чемпионка мира, чемпионка Европы.

## Спортивная карьера
Михелле Велзебур родилась в семье бывшего шорт-трекиста Марка Велзебура. Вместе со старшей сестрой Ксандрой в раннем детстве она каталась на коньках и играла в хоккей под руководством мамы Карианны, а в возрасте 6-ти лет сделала свои первые шаги в конькобежном клубе, благодаря своему отцу, который был её первым тренером. Михелле стала заниматься шорт-треком на катке «Sportium» в Ден Боше и тренировалась в клубе «Schaats Team Brabant». Ей пришлось уйти из хоккея, потому что больше не могла совмещать его с шорт-треком. Она также пошла по стопам и двух своих тётушек Моник и Симоны Велзебур, которые блистали в 80-х годах на мировом уровне как в шорт-треке, так и на длинных дорожках.
Уже с 8 лет Михелле соревновалась среди девочек по шорт треку, а в 2017 году впервые участвовала на национальном чемпионате среди юниоров. На следующий год стала 1-й на юниорском чемпионате Нидерландов в сумме многоборья и в 2019 году участвовала на Европейском юношеском Олимпийском фестивале. В 2020 году она стала выступать на взрослом чемпионате Нидерландов, и в январе того же года выиграла серебряную медаль в забеге на 500 м на зимних юношеских Олимпийских играх в Лозанне. В 2022 году стала серебряным призёром в эстафете на чемпионате мира среди юниоров и бронзовым в беге на 500 м.
В декабре 22-го Михелле выиграла чемпионат Нидерландов среди девушек до 20 лет и отобралась в сборную. В марте 2023 года она впервые участвовала на чемпионате Европы в Гданьске и взяла золото в эстафете, а следом на чемпионате мира в Сеуле заняла 15-е место в забеге на 1500 м и в эстафете вместе с сестрой Ксандрой, Сельмой Паутсмой, Сюзанной Схюлтинг и Ярой ван Керкхоф выиграла золотую медаль. В конце 2023 года на последнем этапе Кубка мира в Южной Корее она упала и получила травму, после чего пропустила чемпионат Европы, но вновь стала золотой медалисткой в эстафете на домашнем чемпионате мира в Роттердаме. Также в сезоне 2023/24 Михелле вместе с командой выиграла эстафету в общем зачёте Кубка мира.

## Личная жизнь
Михелле Велзебур является студенткой Университета Гронингена на факультете естественных наук и технологии. В настоящее время она живёт в Херенвене с сестрой Ксандрой и её парнем Деннисом Виссером.